# ميشال بوسبيسيل
ميشال بوسبيسيل (بالتشيكية: Michal Pospíšil)‏ هو لاعب كرة قدم تشيكي في مركز الهجوم، ولد في 3 مايو 1979 في براغ في التشيك. شارك مع منتخب جمهورية التشيك تحت 21 سنة لكرة القدم. أما مع النوادي، فقد لعب مع سبارتا براغ وفيكتوريا زيزكوف ونادي سلوفان ليبيريتس ونادي سينت ترويدن وهارت أوف ميدلوثيان.

## وصلات خارجية
- ميشال بوسبيسيل على موقع الاتحاد التشيكي (الإنجليزية)
- ميشال بوسبيسيل على موقع قاعدة بيانات كرة القدم.إي يو (الإنجليزية)
- ميشال بوسبيسيل على موقع Soccerbase.com (لاعب) (الإنجليزية)
- ميشال بوسبيسيل على موقع Soccerway.com (الإنجليزية)